# Hallo:Eltern
Hallo:Eltern ist ein deutsches Online-Magazin, das sich insbesondere an werdende und junge Eltern richtet. Behandelt werden vorrangig die Themen Kinderwunsch, Schwangerschaft, Baby und Kind. Neben klassischen Artikeln legt das Magazin einen Fokus auf selbst produzierte Video-Inhalte.

## Hintergrund
Betreiber des Ratgebermagazins ist seit 2017 die TargetVideo Parenting Media GmbH eine Tochterfirma der TargetVideo GmbH mit Sitz in München. Gegründet wurde Hallo:Eltern 2007 von der Journalistin Barbara Schniebel.
August 2019 verzeichnete das Magazin 1,88 Millionen Besucher im Monat und 4,26 Millionen Seitenaufrufe. Die Mehrzahl der Leser ist weiblich.